# Kristina Ingesdotter Švédská
Princezna Kristina Ingesdotter Švédská (11. století, Uppsala – 18. ledna 1122, Kyjev) byla švédská princezna a sňatkem s velkoknížetem Mstislavem I. Kyjevským kněžna choť novgorodská, rostovská a bělgorodská.

## Život
Kristina byla dcerou krále Ingeho Švédského a královny Heleny, jež byla sestrou švédského krále Blot-Svena. Pravděpodobně byla nejstarší ze tří královských dcer, vdaná před svými sestrami Markétou a Kateřinou.
Kristina se provdala za Mstislava, který byl během jejich manželství knížetem novgorodským, rostovským a bělgorodským, čímž získala stejné tituly. Podle Vasilije Tatiščeva se vzali v roce 1095. Polský historik Dariusz Dąbrowski uvedl, že Tatiščev nevycházel ze spolehlivých zdrojů. Kristina se provdala za Mstislava mezi lety 1090 a 1096.
Archeologové našli osobní pečeť Kristiny, zobrazující ženu s korunou a svatozáří a nápisem „Svatá Kristina“ v řečtině. Předpokládá se, že byla zobrazena jako svatá Kristina v Neredickém kostele, což je interpretováno jako znamení, že mohla být uctívána jako místní světice.
Její otec, král Inge Starší, zemřel v roce 1110 a na švédský trůn po něm nastoupili jeho synovci. Kristina, která žila na Rusi, byla ve Švédsku považována za příliš vzdálenou na to, aby získala podíl na dědictví svého otce, přičemž za dědičky jejich otce byly považovány pouze její mladší sestry, královna Markéta Fredkulla Dánská a Kateřina Ingesdotter Švédská. Je však známo, že Markéta se o své dědictví podělila se svou neteří Ingrid v Norsku a se svou neteří Ingeborg v Dánsku. Každé dala čtvrtinu. Ingeborg byla dcerou Kristiny a jediným z jejích dětí pobývajících ve Skandinávii. Po svatbě s dánským princem o několik let později žila v Dánsku, což se dalo počítat jako podíl na dědictví po její matce Kristině.
Kristina zemřela 18. ledna 1122. Tři roky po její smrti se její manžel Mstislav stal velkoknížetem kyjevským.

## Potomstvo
Kristina a Mstislav měli deset dětí:
1. Ingeborg Kyjevská; vzala si Knuta Lavarda Jutského a byla matkou Valdemara I. Dánského
2. Malmfrid; vzala si (1) Sigurda I. Norského, (2) Erika II. Dánského
3. Eupraxia, vzala si Alexia Komnena, syna Jana II. Komnena
4. Vsevolod Novgorodský a Pskovský
5. Marie Mstislavna Kyjevská, vzala si Vsevoloda II. Kyjevského
6. Izjaslav II. Kyjevský
7. Rostislav Kyjevský
8. Sviatopolk Pskovský
9. Rogneda, vzala si Jaroslava Volyňského
10. Xenie, vzala si Brjačislava Izjaslavlského